# André Silva (Tänzer)
André Silva (* vor 1988 in Brasilien) ist ein brasilianischer Ballerino.

## Leben
1988 begann er seine tänzerische Ausbildung an der Academia Royal de Brasilia, um diese anschließend am Harid Conservatory in Florida fortzusetzen. 
Sein erstes Engagement hatte er als erster Solist am Texas Ballet Theatre, wo er sechs Jahre verblieb. Für seinen Tanz wurde er mit einer Goldmedaille bei der CBDD National Ballet Competition (Brasilien), dem International Rising Star Award for excellence in Dance (Texas) und einer Silbermedaille bei der Shangai International Ballet Competition geehrt.
Von 2003 bis 2008 war er Solist beim Houston Ballet und tanzte dabei zahlreiche Hauptrollen, u. a. den „Romeo“ in Romeo und Julia und auch den „Prinz“ im Schwanensee und im Dornröschen.
2009 ging er nach Kanada zum Les Grands Ballets Canadiens. Dort arbeitete er mit verschiedenen bekannten Choreografen, wie etwa Jiří Kylián, Mats Ek, Stijn Celis oder Christian Spuck.
Seit 2014 ist er am Theater Augsburg beschäftigt.